# Ллуэлин Дэвис, Майкл
Майкл Ллуэлин Дэвис (англ. Michael Llewelyn Davies, 16 июня 1900 — 19 мая 1921) — один из братьев Ллуэлин Дэвис, которые вдохновили шотландского драматурга Дж. М. Барри на создание Питера Пэна. Много позже его младший брат Николас описал его как «самый умный, самый оригинальный и потенциальный гений из нас». Майкл утонул при загадочных обстоятельствах вместе с близким другом — который, возможно, был его любовником, — незадолго до своего 21-го дня рождения.

## Детство

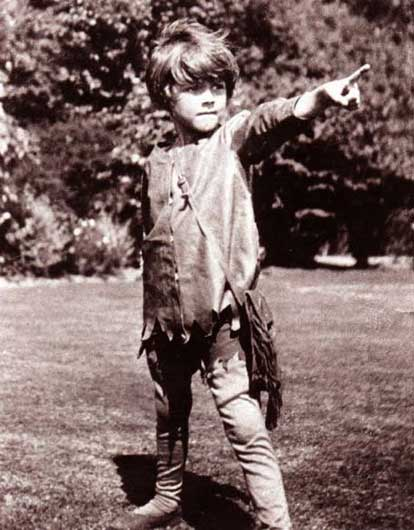
Майкл в 6 лет, одетый в костюм Питера Пена

Майкл был четвёртым из пяти сыновей Артура и Сильвии Ллуэлин Дэвисов. Он родился спустя три года после того, как Джеймс Барри подружился с его старшими братьями и матерью в 1897 году. Майкл и его старший брат Джордж были больше всех близки с Барри, и именно черты Майкла воплотились в образе Питера Пэна, когда Барри в 1911 году адаптировал свою пьесу «Питер Пен, или Мальчик, Который Не Хотел Расти» (англ. Peter Pan, or The Boy Who Wouldn't Grow Up) (пьеса дебютировала на сцене в декабре 1904, когда Майклу было 4 с половиной года) в книгу «Питер и Вэнди». В феврале 1906, когда Майкл серьёзно заболел, Барри и продюсер Чарльз Фрохмен перенесли декорации и часть актёрского состава в дом семьи в Беркхэмстеде, чтобы разыграть там для него пьесу . После успеха пьесы Барри начал писать продолжение к Питеру Пэну, в котором всё разворачивалось вокруг его брата, названного Майклом Пэном, но позже оставил эту задумку и часть написанного текста включил в книгу «Питер и Венди» (в сцену, где Питеру снится ночной кошмар).
Для статуи Питера Пэна в Кенсингтонских садах, открытой в Mэй-Монинг 1 мая 1912 года, за основу должна была быть взята детская фотография Майкла Дэвиса, где он в 6 лет позирует в костюме Питера Пэна. Однако скульптор статуи Джордж Фремптон в качестве модели использовал другого ребёнка и получившемуся результату Барри был очень не рад: «В Питере не видно чертёнка».
После смерти отца (в 1907 году) и матери (в 1910) Майкл вместе с братьями был взят под опеку Барри. Он и Барри были очень близки, когда Майкл подрос и пошёл в школу, но особенно близки они стали после того, как его старший брат Джордж умер в бою во Фландрии во время Первой мировой войны в 1915. Младший брат Майкла Николас позже описал Майкла и Джорджа как «те самые» мальчики, которые значили для Барри больше всего. Майкл, как и его братья, кроме Джека, учился в Итоне, где ему поначалу было тяжело приспособиться к жизни вдали от семьи, и поэтому он ежедневно писал Барри письма. Тем не менее, в Итоне у него завелось много друзей, а сам он получил небольшую известность благодаря своим талантам в поэзии и искусстве. В тот период его охарактеризовали, как «блестящего мальчика», предназначенного для великих свершений.

## Дальнейшая судьба

Руперт Бакстон, 1920 год

После окончания Итона Майкл пошёл в Оксфордский университет Крайст-Чёрч, во время учёбы в котором он всё так же продолжал регулярно переписываться с Барри. На некоторое время он перевёлся в один из университетов Сорбоны для изучения искусства, но потом вернулся обратно в Оксфорд. Вместе с ним в Оксфорд пошли учиться несколько его итонских друзей, но близким другом для него стал бывший ученик Школы Хэрроу Руперт Эрролл Виктор Бакстон (род. 10 мая 1900 года), сын британского члена парламента и социального реформатора 4-го Баронета Сэра Томаса Фоувелла Виктора Бакстона. Эти двое стали неразлучными друзьями и проводили вместе время не только в университете, но и на каникулах. Бакстон, как и Майкл, тоже увлекался поэзией и был одним из немногих друзей Дэвиса, которому удалось вызвать симпатии даже у Барри.
Когда политический деятель Британской Консервативной партии Роберт Бутби, который был близким другом Майкла в Итоне и Оксфорде, давал аудиоинтервью в 1976 году, его спросили, был ли Майкл Дэвис гомосексуалом. Бутби, кого пресса тоже подозревала в гомосексуальности, уклончиво ответил: «Это такой период… наверное, он кончился». И, хотя у Майкла не было девушек, но его дружбу с ним он не назвал бы гомосексуальной. В то же время он считал, что некое временное влечение было между Майклом и их другом по Итону и Оксфорду Роджером Генри Поклингтоном Сенхаузем, который был членом группы Блумсбери. Бутби сообщил, что пытался препятствовать отношениям Дэвиса и Бакстона, потому что у него было некое «предчувствие гибели» в отношении Майкла. И хотя Роберт Бутби описал отношения Майкла с Джеймсом Барри, как «болезненные» и «нездоровые», но отнюдь не имеющие какой-либо сексуальный аспект, в то же время он предположил, что отношения у Майкла с Рупертом Бакстоном действительно могли быть гомосексуальными. Тем не менее, среди близких друзей Майкла были и девушки: он близко дружил с валлийской писательницей и журналисткой Эйлинедой Льюис.

## Смерть

Статья об утоплении Майкла Дэвиса в «Дэйли-Скетч» от 21 мая 1921 года

Незадолго до 21-го дня рождения Майкла он и Бакстон 19 мая 1921 года утонули вместе во время купания в водоёме Сэндфорд-Пул возле плотины Сэндфорд-Лок на Темзе в нескольких милях от Оксфорда. Обстоятельства смерти были весьма странными: водоём Сэнфорд-Пул был действительно опасным местом для купания и там были установлены предупредительные знаки, о которых Дэвис и Бакстон прекрасно знали, но всё равно плавали там и прежде. Глубина водоёма составляла 6—9 метров, но вода в тот день была спокойной. Майкл Дэвис страдал небольшой аквафобией и не умел хорошо плавать, в то время, как Бакстон, наоборот, был хорошим пловцом. Следствие по этому делу вышло на некоего свидетеля, который заявил, что застал, судя по всему, Дэвиса и Бакстона в тот момент, когда один человек сидел на камне у плотины, а второй бросился в воду, чтобы доплыть до него, но испытывал какие-то «трудности», и тот, что сидел на камне, спустился в воду и поплыл ему навстречу. По словам свидетеля, когда оба были в воде, не было похоже, что они борются или как-то сопротивляются друг другу. Тела обоих были найдены на следующий день и в «сложенном» положении. В заключении коронера по делу говорилось, что Дэвис утонул случайно, а Бакстон — при попытке спасти друга. В некоторых более поздних сообщениях упоминалось, что руки погибших были привязаны друг к другу, однако в сохранившихся до настоящего времени источниках об этом ничего не сказано. Поскольку пара была очень близка, появилась версия о суициде, который оба спланировали заранее. Роберт Бутби в 1976 году писал о том, что с появлением Руперта Бакстона в жизни Майкла началась «почти убийственная полоса», однако не высказал никаких предположений о том, умер ли Бакстон, пытаясь спасти Дэвиса, или же их смерть была результатом сговора.
Спустя год Джеймс Барри написал, что смерть Майкла была «путём к моему концу». Братья Майкла Питер и Николас, как и Барри, позже признали, что самоубийство — единственное, по их мнению, вероятное объяснение его смерти.